# Markus Bischoff (Politiker)

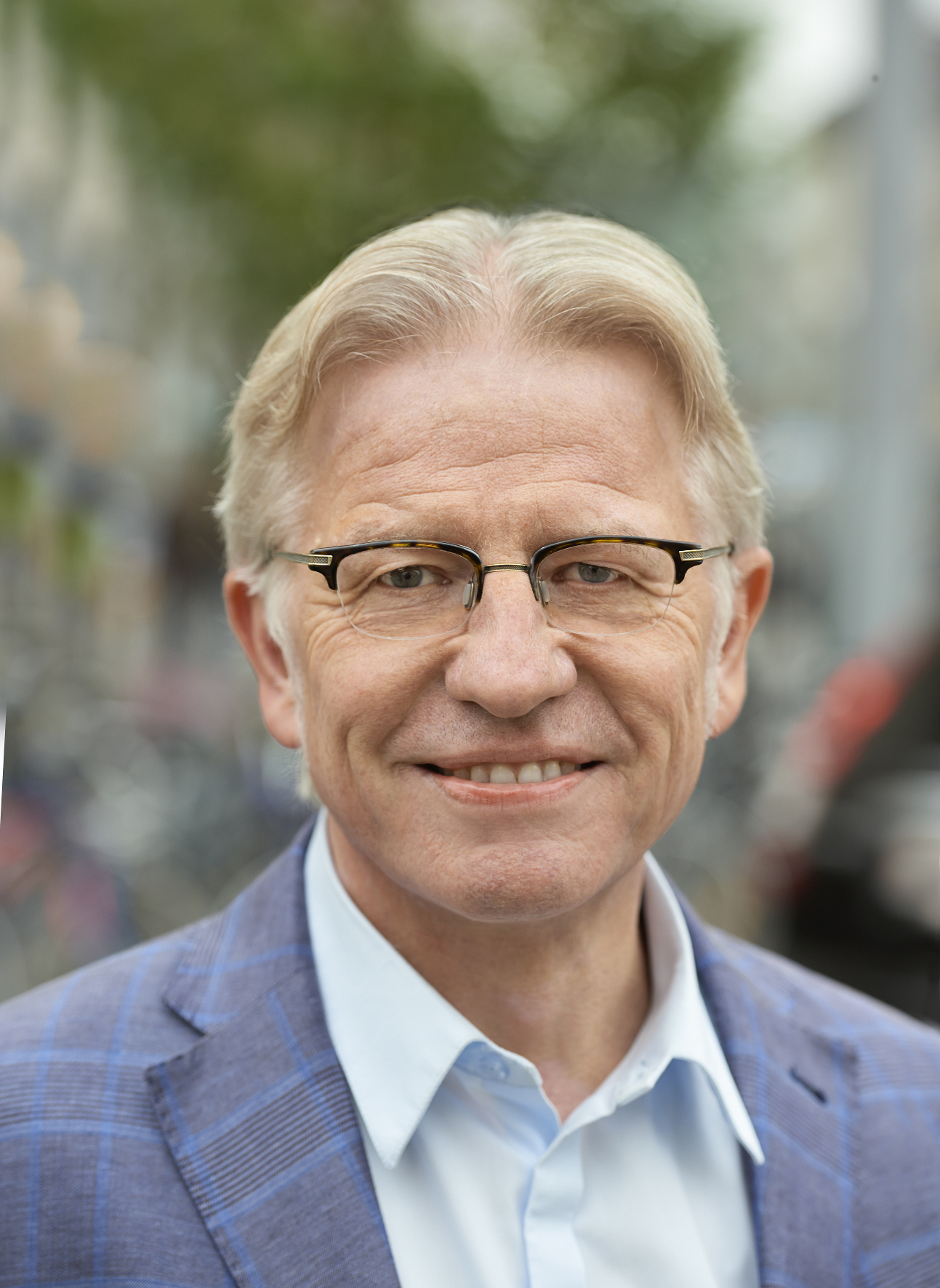
Markus Bischoff (2014)

Markus Bischoff (* 26. Juni 1956) ist ein Schweizer Rechtsanwalt und Politiker der Alternativen Liste (AL). Er ist seit 2007 Mitglied des Zürcher Kantonsrats und Präsident des Gewerkschaftsbundes des Kantons Zürich (GBKZ). Bei den Regierungsratswahlen 2015 bewarb er sich um einen Sitz in der Kantonsregierung. Von 2010 bis 2012 leitete er die Parlamentarische Untersuchungskommission (PUK) zum Korruptionsskandal bei der kantonalen Pensionskasse BVK.

## Leben
Bischoff ist in Berg SG in einer Posthalterfamilie in der Nähe des Bodensees aufgewachsen und begann dort schon als Kind Zeitungen zu lesen. Nach dem Erwerb seiner Matura 1976 arbeitete er zunächst als Gussputzer in einer Giesserei in Arbon und absolvierte anschliessend die Rekrutenschule. Nach dem Militär begann er ein Studium in Geschichte an der Universität Zürich, wechselte jedoch im Frühling 1978 zum Jusstudium, dass er 1982 mit einem Lizenziat abschloss. Nach dem Lizenziat absolvierte er ein Gerichtspraktikum und erwarb er drei Jahre später das Anwaltspatent.
Ein Jahr nach seinem Lizenziat arbeitete er bis 1987 dabei als Anwalt für eine Umwelt- und eine Berufsorganisation. Anschliessend eröffnete er als selbstständiger Rechtsanwalt bei «Walche Rechtsanwälte» sein eigenes Anwaltsbüro. Von 1992 bis 2002 war er ebenfalls Präsident der «Rechtsauskunftsstelle Anwaltskollektiv», einer niederschwelligen Anlaufstelle in Rechtsfragen. 2009 holte er sich an der Universität Luzern den Titel als Fachanwalt SAV im Haftpflicht- und Versicherungsrecht und ist seither beim «advoteam» in Zürich tätig. Im Winter 2012/13 trat er beim medial vielbeachteten Horgener Zwillingsprozess als Geschädigtenvertreter auf. Er ist Mitglied des Schweizer Anwaltsverband und gehört den Demokratischen Juristinnen und Juristen der Schweiz an.
Bischoff lebt heute mit seiner Partnerin und zwei Töchtern im Zürcher Quartier Höngg.

## Politik

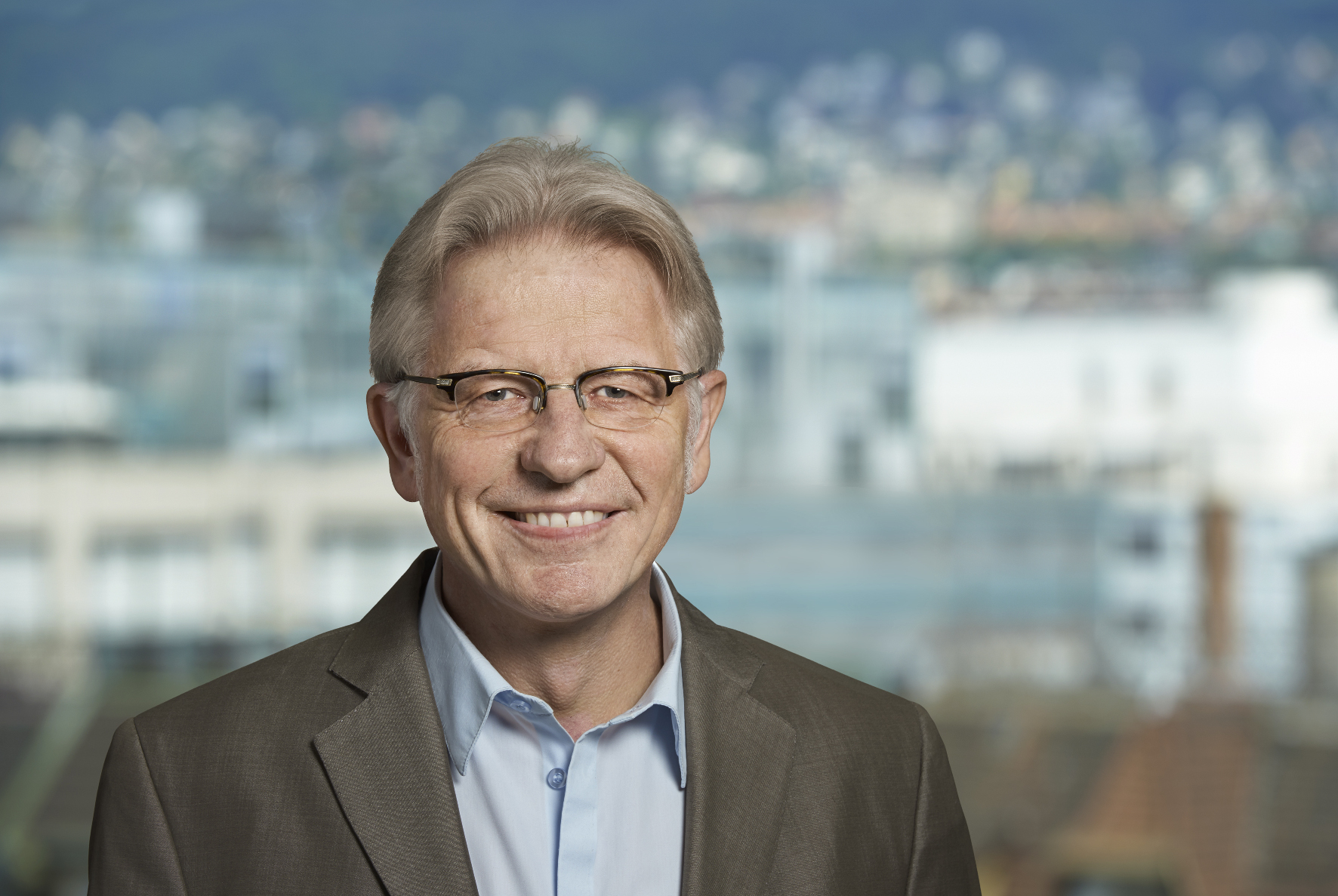
Markus Bischoff (2013)

Politisiert wurde Bischoff bereits während seiner Zeit im katholischen Klosterinternat Friedberg in Gossau. An der Kantonsschule war er in der Anti-AKW-Bewegung und bei der Gruppe für eine Schweiz ohne Armee aktiv. Sein erstes politisches Amt übernahm Bischoff 1991, als er für die AL in den Zürcher Gemeinderat gewählt wurde, dem er elf Jahre angehörte. Gleichzeitig war er bei der Gewerkschaft VPOD aktiv und wurde 2003 Präsident von VPOD Zürich, bis er sich 2012 zum Präsidenten des kantonalen Gewerkschaftsbundes wählen liess.
2007 wurde er in den Zürcher Kantonsrat gewählt und leitete dort die Parlamentarische Untersuchungskommission (PUK) zum Korruptionsskandal bei der kantonalen Pensionskasse BVK. Bischoff ist Mitglied in den kantonalen Kommissionen für Wirtschaft und Abgaben (WAK) und Justiz und öffentliche Sicherheit (KJS). Seine Vorstösse im Kantonsrat behandeln vielfach polizeiliche, juristische oder asylpolitische Themen. Vorstösse zu anderen Themen befassten sich zum Beispiel mit Lohndumping im Zürcher Hauptbahnhof beim Bau der Durchmesserlinie, der Abzugsfähigkeit eingefangener Millionenbussen durch Schweizer Grossbanken als «geschäftlicher Aufwand» in der Steuererklärung oder der Offenlegung von grösseren Parteispenden.
Im Oktober 2014 wurde seine Kandidatur für die Regierungsratswahlen 2015 bekannt gegeben. Er wurde dabei sowohl von der SP als auch den Grünen offiziell unterstützt. Bischoff wurde nicht gewählt.